# Torneo Invierno 2002 Primera División 'A'
El Torneo de Invierno 2002 representó la primera vuelta del ciclo futbolístico 2002-2003 en la Primera División A fue el decimotercer torneo corto y decimoquinta temporada del circuito de ascenso profesional en México. Se desarrolló del mes de agosto hasta diciembre de 2002.
Para esta temporada en el draft se anunciaron 7 equipos que cambiaron de nombre y sede; dos equipos que recientemente habían ascendido hace uno y dos años atrás regresaban a la división de ascenso tratándose de Irapuato y La Piedad; en tanto Yucatán volvió al circuito de ascenso y 2 ciudades del país contaron por primera vez con un equipo de ascenso tratándose de Orizaba y Distrito Federal. La serie de promoción continuo vigente entre el último lugar del porcentaje al término del torneo verano 2003 y el subcampeón de Segunda División. La serie Primera División-Primera A ya no se disputaría. 
De los equipos desaparecidos; Toros Neza acabó una tradición por su significativo paso en la Primera División; Tampico Madero que tras un año dejó la ciudad por no encontrar inversionistas, Querétaro que al contar con equipo en Primera División ese año por el traspaso de La Piedad, deciden renacer al Irapuato que había desaparecido medio año antes de Primera División; Bachilleres que se había mantenido desde que ascendió de Segunda División desaparece cuando los rojinegros ascendieron una filial propia y abandonan el proyecto, la U de G decide vender al club, el cual termina convirtiéndose en Albinegros de Orizaba; Gallos de Aguascalientes que también había provenido desde Segunda División, desapareció al no contar con un estadio propio tras la demolición de su sede, en la cual se construía el Estadio Victoria, el conjunto presentó el Estadio Olímpico de Aguascalientes como nuevo estadio pero al ser rechazado por la federación, se  vende la franquicia al Guadalajara que aprovecha la plaza para renacer al CD Tapatío, y vendió al equipo de Nacional Tijuana, que fungía como filial. Finalmente Atlético Chiapas desaparece ya que grupo Pegaso funda a los Jaguares en Primera División con el traspaso del Veracruz (antes Irapuato), con su misma directiva renacen a Venados de Yucatán que había desaparecido un año antes. 
En el aspecto de la multipropiedad dos empresas manejaron 5 equipos; grupo Pegaso controló a Oaxaca, Potros DF y Acapulco. Promotora Deportiva Mexicana a La Piedad e Irapuato.
Durante la campaña regular, Irapuato estableció un dominio de principio a fin, pero no lograría ubicarse en primer lugar debido a un irregular cierre que fue aprovechado por La Piedad que inicio mal, pero un cambio de técnico le hizo hilvanar 9 victorias consecutivas al final de temporada para adjudicarse el liderato convirtiéndose en el único equipo por las circunstancias en ser líder general consecutivo en la Primera División y la Primera División A; ambos conjuntos fueron avanzando en liguilla hasta encontrarse en la final, donde tras una serie sumamente disputada por sus defensivas igualarían 0-0 los 210 minutos de acciones; en la tanda de penales la “trinca fresera” derrotaría a su hermano menor 5-4 para asegurar su presencia en el juego de ascenso. Otros equipos atractivos del torneo fueron Tapatío que llegó a semifinal, igual circunstancia para Acapulco. De los equipos favoritos para ganar el título pero que no trascendieron fueron Zacatepec que tuvo un plantel muy competitivo con el campeón goleador en sus filas fue eliminado en cuartos; León por ser el equipo descendido aspiraba a ganar para volver pronto pero esta temporada no logró ni calificar. Lo peor del torneo fue el equipo Atlético Mexiquense club que compitió por primera y única vez ya que tras protagonizar un fatal torneo concluyendo último con 9 unidades sería desafiliado en diciembre de la división, esta acción evidenció más que nunca las arbitrariedades cometidas en la subdivisión, ya que pese a no contar con estadio ni instalaciones deportivas adecuadas fue aprobado su ingreso. El club fue enviado directamente a Segunda División por no contar con solvencia económica.

## Sistema de competición
Los 20 equipos participantes se dividieron en 4 grupos de 5 equipos, juegan todos contra todos a una sola ronda intercambiándose al contrario del torneo de invierno, por lo que cada equipo jugó 19 partidos; al finalizar la temporada regular de 20 jornadas califican a la liguilla los 2 primeros lugares de cada grupo y los 4 mejores ubicados en la tabla general califican al repechaje de donde salen los últimos 2 equipos para la Eliminación directa.
- Fase de calificación: es la fase regular de clasificación que se integra por las 20 jornadas del torneo de aquí salen los mejores 8 equipos para la siguiente fase.

- Fase final: se sacarán o calificarán los mejores 8 de la tabla general y se organizarán los cuartos de final con el siguiente orden: 1º vs 8º, 2º vs 7º, 3º vs 6º y 4º vs 5º, siguiendo así con semifinales, y por último la final, todos los partidos de la fase final serán de ida y vuelta.

### Fase de calificación
En la fase de calificación participaron 20 clubes de la Primera División A profesional jugando todos contra todos durante las 20 jornadas respectivas, a un solo partido. 
Se observará el sistema de puntos. La ubicación en la tabla general está sujeta a lo siguiente:
- Por juego ganado se obtendrán tres puntos.
- Por juego empatado se obtendrá un punto.
- Por juego perdido no se otorgan puntos.

El orden de los clubes al final de la Fase de Calificación del torneo corresponderá a la suma de los puntos obtenidos por cada uno de ellos y se presentará en forma descendente. Si al finalizar las 20 jornadas del torneo, dos o más clubes estuviesen empatados en puntos, su posición en la Tabla general será determinada atendiendo a los siguientes criterios de desempate:
1. Mejor diferencia entre los goles anotados y recibidos.
2. Mayor número de goles anotados.
3. Marcadores particulares entre los clubes empatados.
4. Mayor número de goles anotados como visitante.
5. Mejor ubicación en la Tabla general de cocientes.
6. Tabla Fair Play.
7. Sorteo.

Participan por el título de Campeón de la Primera División 'A' en el Torneo Invierno 2002, automáticamente los primeros 4 lugares de cada grupo sin importar su ubicación en la tabla general calificaran, más los segundos mejores 4 lugares de cada grupo, si algún segundo lugar se ubicara bajo los primeros 8 lugares de la tabla general accederá a una fase de reclasificación contra un tercer o cuarto lugar ubicado entre los primeros ocho lugares de la tabla general. Tras la fase de reclasificación los equipos clasificados a cuartos de final por el título serán 8; estos se ordenarán según su posición general en la tabla, si alguno más bajo eliminara a uno más alto, los equipos se recorrerán según su lugar obtenido.

### Fase final
- Calificarán los mejores ocho equipos de la tabla general jugando Cuartos de final en el siguiente orden de enfrentamiento, que será el mejor contra el peor equipo

clasificado:
- 1° vs 8°
- 2° vs 7°
- 3° vs 6°
- 4° vs 5°

- En semifinales participarán los cuatro clubes vencedores de cuartos de final, reubicándolos del uno al cuatro, de acuerdo a su mejor posición en la Tabla general de clasificación al término de la jornada 21, enfrentándose 1° vs 4° y 2° vs 3°.

- Disputarán el título de Campeón del Torneo Invierno 2002 los dos clubes vencedores de la fase semifinal.

Todos los partidos de esta fase serán en formato de ida y vuelta, eligiendo siempre el club que haya quedado mejor ubicado en la Tabla general de clasificación el horario de su partido como local.
Este torneo el club que ganara el título obtiene su derecho de ser necesario el juego de ascenso a Primera División Profesional; para que tal juego se pueda efectuar deberá haber un ganador distinto el Torneo de Verano 2003, en caso de que el campeón vigente lograra ganar dicho campeonato, ascenderá automáticamente sin necesidad de jugar esta serie.

## Equipos participantes
En el Draft de la Primera A de 2002; hubo 6 cambios de equipos con nombre y sede: Atlético Chiapas desapareció por Atlético Yucatán con sede en Mérida; Gallos Blancos de Querétaro desapareció por Club Deportivo Irapuato con sede en Irapuato; Potros Zitácuaro desapareció por Potros DF con sede en la Ciudad de México; Tampico Madero desapareció por La Piedad con sede en La Piedad; Gallos de Aguascalientes desapareció por Tapatío con sede en Guadalajara; Atlético Bachilleres desapareció por Albinegros de Orizaba con sede en Orizaba.
El equipo que descendió de Primera División fue Club León. 
{{Etiqueta imagen|x=0.42 |y=0.52 |escala=500|texto=Tapatío
| Entidad Federativa | N.º | Equipos                 |
| ------------------ | --- | ----------------------- |
| Guanajuato         | 2   | Irapuato y León         |
| Jalisco            | 1   | Tapatío                 |
| Tamaulipas         | 1   | Correcaminos            |
| Guerrero           | 1   | Acapulco                |
| Estado de México   | 1   | Atlético Mexiquense     |
| Estado de Durango  | 1   | Alacranes de Durango    |
| Yucatán            | 1   | Atlético Yucatán        |
| Chihuahua          | 1   | Cobras de Ciudad Juárez |
| Estado de Hidalgo  | 1   | Cruz Azul Hidalgo       |
| Baja California    | 1   | Tijuana                 |
| Oaxaca             | 1   | Oaxaca                  |
| Veracruz           | 1   | Orizaba                 |
| Ciudad de México   | 1   | Potros DF               |
| Michoacán          | 1   | La Piedad               |
| Estado de Coahuila | 1   | Tigrillos               |
| Morelos            | 1   | Zacatepec               |
| Zacatecas          | 1   | Zacatecas               |

## Información de los equipos
| Equipo                     | Entrenador             | Estadio                          | Capacidad | Ciudad                                | Patrocinador             | Kit          |
| -------------------------- | ---------------------- | -------------------------------- | --------- | ------------------------------------- | ------------------------ | ------------ |
| Acapulco                   | Sergio Lira            | Unidad Deportiva Acapulco        | 7,000     | Acapulco, Guerrero                    | Cerveza Corona           | View         |
| Alacranes de Durango       | Jorge Martínez         | Francisco Zarco                  | 15,000    | Durango, Durango                      | Serfin                   | Eescord      |
| Atlético Mexiquense        | Héctor Hugo Eugui      | Nemesio Díez                     | 27,000    | Toluca, Estado de México              | Banamex                  | Atletica     |
| Cobras de Ciudad Juárez    | Héctor Gamboa          | Olímpico Benito Juárez           | 22,000    | Ciudad Juárez, Chihuahua              | Bimbo                    | Atletica     |
| Correcaminos               | Sergio Orduña          | Marte R. Gómez                   | 18,943    | Ciudad Victoria, Tamaulipas           | Cerveza Sol              | Keuka        |
| Cruz Azul Hidalgo          | Juan de Dios Castillo  | 10 de diciembre                  | 10,485    | Ciudad Cooperativa Cruz Azul, Hidalgo | Cemento Cruz Azul        | Fila         |
| Irapuato                   | José Luis Saldívar     | Sergio León Chávez               | 26,000    | Irapuato, Guanajuato                  | Cerveza Corona           | Marval       |
| La Piedad                  | Carlos Bracamontes     | Juan N. López                    | 18,000    | La Piedad, Michoacán                  | Cerveza Sol              | Marval       |
| León                       | Pablo Enrique Centrone | Nou Camp                         | 35,000    | León, Guanajuato                      | Resistol, Cerveza Corona | Kappa        |
| Nacional Tijuana           | Aurelio Valenzuela     | Cerro Colorado                   | 12,789    | Tijuana, Baja California              | Allegro                  | Atletica     |
| Oaxaca                     | Juan Alvarado Marín    | Benito Juárez                    | 15,000    | Oaxaca de Juárez, Oaxaca              | Cerveza Corona           | Spalding     |
| Orizaba                    | Antonio Carlos Santos  | Socum                            | 6,700     | Orizaba, Veracruz                     | Cerveza Superior         | Atletica     |
| Potros D. F.               | Pedro Damián Monzón    | Centro de Alto Rendimiento C.A.R |           | Ciudad de México                      | Cerveza Corona           | Garcis       |
| Real Sociedad de Zacatecas | Santiago Ostolaza      | Francisco Villa                  | 18,000    | Zacatecas, Zacatecas                  | Lala, Cerveza Corona     | Corona Sport |
| Tapatío                    | José Luis Real         | Jalisco                          | 55,000    | Guadalajara                           | Cemento Tolteca          | Atlética     |
| Tigrillos                  | Osvaldo Batocletti     | Francisco I. Madero              | 5,575     | Saltillo, Coahuila                    | Cemento Monterrey        | Atletica     |
| Yucatán                    | Ignacio Negrete        | Carlos Iturralde Rivero          | 17,000    | Mérida, Yucatán                       | Coca Cola                | Marval       |
| Zacatepec                  | Antonio Ascencio       | Agustín Coruco Díaz              | 15,000    | Zacatepec, Morelos                    | Autofin, Cerveza Corona  | Cruzeiro     |

### Cambios de entrenadores
| Equipo    | Entrenador (jornadas)                                                      |
| --------- | -------------------------------------------------------------------------- |
| La Piedad | Carlos Bracamontes (1-4) Marco Antonio Figueroa (5-19)                     |
| León      | Pablo Enrique Centrone (1-7) Francisco Uribe (8-11) Carlos Reinoso (11-19) |
| Potros DF | Pedro Monzón (1-10) Agustín Manzo (11-19)                                  |
| Orizaba   | Antonio Carlos Santos (1-12) Pascual Sandoval (13-19)                      |

## Torneo regular
| Yucatán      | 0-0 | Gavilanes           | Carlos Iturralde Rivero | 9 de agosto  | 12:00 |
| Tapatío      | 0-0 | Cruz Azul Hidalgo   | Jalisco                 | 9 de agosto  | 17:00 |
| La Piedad    | 2-1 | Atlético Mexiquense | Juan N. López           | 10 de agosto | 16:00 |
| Cobras       | 3-1 | Acapulco            | Olímpico Benito Juárez  | 10 de agosto | 17:00 |
| Correcaminos | 3-0 | Cihuatlán           | Marte R. Gómez          | 10 de agosto | 19:00 |
| León         | 3-2 | Potros DF           | Nou Camp                | 10 de agosto | 19:00 |
| Oaxaca       | 4-3 | Zacatepec           | Benito Juárez           | 10 de agosto | 20:15 |
| Durango      | 3-3 | Irapuato            | Francisco Zarco         | 10 de agosto | 20:30 |
| Tigrillos    | 3-1 | RS Zacatecas        | Francisco I. Madero     | 11 de agosto | 15:00 |
| Orizaba      | 1-1 | Nacional Tijuana    | Socum                   | 11 de agosto | 16:00 |

| Yucatán             | 3 - 0 | Orizaba      | Carlos Iturralde Rivero | 16 de agosto | 20:45 |
| Cruz Azul Hidalgo   | 3 - 0 | Correcaminos | 10 de diciembre         | 17 de agosto | 13:00 |
| Nacional Tijuana    | 2 - 3 | RS Zacatecas | Cerro Colorado          | 17 de agosto | 15:00 |
| Zacatepec           | 1 - 2 | Tapatío      | Agustín Coruco Díaz     | 17 de agosto | 15:30 |
| Acapulco            | 2 - 0 | La Piedad    | U.D. Acapulco           | 17 de agosto | 20:00 |
| Durango             | 3 - 1 | Tigrillos    | Francisco Zarco         | 17 de agosto | 20:30 |
| Atlético Mexiquense | 0 - 0 | León         | Nemesio Díez            | 18 de agosto | 12:00 |
| Cihuatlán           | 1 - 1 | Gavilanes    | El Llanito              | 18 de agosto | 12:00 |
| Potros DF           | 4 - 4 | Oaxaca       | C.A.R.                  | 18 de agosto | 14:00 |
| Irapuato            | 2 - 1 | Cobras       | Sergio León Chávez      | 18 de agosto | 16:00 |

| Tapatío      | 4 - 2 | Potros DF         | Jalisco                | 23 de agosto | 17:00 |
| Orizaba      | 2 - 2 | Cihuatlán         | Socum                  | 24 de agosto | 16:00 |
| Cobras       | 1 - 0 | Durango           | Olímpico Benito Juárez | 24 de agosto | 17:00 |
| RS Zacatecas | 1 - 2 | Yucatán           | Francisco Villa        | 24 de agosto | 17:00 |
| Gavilanes    | 5 - 0 | Cruz Azul Hidalgo | U.D. Benito Juárez     | 24 de agosto | 17:00 |
| León         | 0 - 0 | Acapulco          | Nou Camp               | 24 de agosto | 19:00 |
| Correcaminos | 1 - 0 | Zacatepec         | Marte R. Gómez         | 24 de agosto | 20:00 |
| Oaxaca       | 1 - 0 | Mexiquense        | Benito Juárez          | 24 de agosto | 20:15 |
| Tigrillos    | 2 - 2 | Nacional Tijuana  | Francisco I. Madero    | 25 de agosto | 15:00 |
| La Piedad    | 2 - 4 | Irapuato          | Juan N. López          | 25 de agosto | 16:00 |

| Yucatán           | 2 - 2 | Nacional Tijuana | Carlos Iturralde Rivero | 30 de agosto    | 20:45 |
| Zacatepec         | 4 - 1 | Gavilanes        | Agustín Coruco Díaz     | 31 de agosto    | 15:30 |
| Cobras            | 2 - 2 | Tigrillos        | Olímpico Benito Juárez  | 31 de agosto    | 17:00 |
| Acapulco          | 7 - 2 | Oaxaca           | U.D. Acapulco           | 31 de agosto    | 20:00 |
| Durango           | 3 - 2 | La Piedad        | Francisco Zarco         | 31 de agosto    | 20:30 |
| Cruz Azul Hidalgo | 1 - 1 | Orizaba          | 10 de diciembre         | 1 de septiembre | 12:00 |
| Mexiquense        | 1 - 1 | Tapatío          | Nemesio Díez            | 1 de septiembre | 12:00 |
| Cihuatlán         | 3 - 0 | RS Zacatecas     | El Llanito              | 1 de septiembre | 12:00 |
| Potros DF         | 1 - 1 | Correcaminos     | C.A.R.                  | 1 de septiembre | 14:00 |
| Irapuato          | 2 - 0 | León             | Sergio León Chávez      | 1 de septiembre | 16:00 |

| La Piedad        | 3 - 2 | Cobras            | Juan N. López       | 4 de septiembre | 15:00 |
| Orizaba          | 1 - 1 | Zacatepec         | Socum               | 4 de septiembre | 16:00 |
| Tapatío          | 1 - 0 | Acapulco          | Jalisco             | 4 de septiembre | 17:00 |
| Gavilanes        | 1 - 1 | Potros DF         | U.D. Benito Juárez  | 4 de septiembre | 17:30 |
| Nacional Tijuana | 5 - 4 | Cihuatlán         | Cerro Colorado      | 4 de septiembre | 19:30 |
| Correcaminos     | 1 - 1 | Mexiquense        | Marte R. Gómez      | 4 de septiembre | 20:00 |
| RS Zacatecas     | 2 - 1 | Cruz Azul Hidalgo | Francisco Villa     | 4 de septiembre | 20:00 |
| León             | 2 - 2 | Durango           | Nou Camp            | 4 de septiembre | 20:00 |
| Oaxaca           | 0 - 3 | Irapuato          | Benito Juárez       | 4 de septiembre | 20:15 |
| Tigrillos        | 0 - 3 | Yucatán           | Francisco I. Madero | 5 de septiembre | 15:00 |

| Cruz Azul Hidalgo | 0 - 2 | Nacional Tijuana | 10 de diciembre        | 7 de septiembre | 13:00 |
| Zacatepec         | 0 - 3 | RS Zacatecas     | Agustín Coruco Díaz    | 7 de septiembre | 15:30 |
| Cobras            | 2 - 1 | León             | Olímpico Benito Juárez | 7 de septiembre | 17:00 |
| Acapulco          | 0 - 0 | Correcaminos     | U.D. Acapulco          | 7 de septiembre | 20:00 |
| Durango           | 1 - 1 | Oaxaca           | Francisco Zarco        | 7 de septiembre | 20:30 |
| Mexiquense        | 4 - 0 | Gavilanes        | Nemesio Díez           | 8 de septiembre | 12:00 |
| Potros DF         | 1 - 0 | Orizaba          | C.A.R.                 | 8 de septiembre | 12:00 |
| Cihuatlán         | 2 - 2 | Yucatán          | El Llanito             | 8 de septiembre | 12:00 |
| Irapuato          | 1 - 1 | Tapatío          | Sergio León Chávez     | 8 de septiembre | 16:00 |
| La Piedad         | 0 - 0 | Tigrillos        | Juan N. López          | 8 de septiembre | 16:00 |

| Tapatío          | 3 - 0 | Durango           | Jalisco                 | 13 de septiembre | 17:00 |
| Yucatán          | 1 - 1 | Cruz Azul Hidalgo | Carlos Iturralde Rivero | 13 de septiembre | 20:45 |
| Nacional Tijuana | 5 - 2 | Zacatepec         | Cerro Colorado          | 14 de septiembre | 15:30 |
| Orizaba          | 1 - 2 | Mexiquense        | Socum                   | 14 de septiembre | 16:00 |
| RS Zacatecas     | 3 - 0 | Potros DF         | Francisco Villa         | 14 de septiembre | 17:00 |
| Gavilanes        | 1 - 2 | Acapulco          | U.D. Benito Juárez      | 14 de septiembre | 17:30 |
| León             | 1 - 2 | La Piedad         | Nou Camp                | 14 de septiembre | 19:00 |
| Correcaminos     | 2 - 2 | Irapuato          | Marte R. Gómez          | 14 de septiembre | 20:00 |
| Oaxaca           | 2 - 1 | Cobras            | Benito Juárez           | 14 de septiembre | 20:15 |
| Tigrillos        | 2 - 2 | Cihuatlán         | Francisco I. Madero     | 15 de septiembre | 15:00 |

| Mexiquense        | 0 - 4 | RS Zacatecas     | Nemesio Díez           | 21 de septiembre | 12:00 |
| Zacatepec         | 3 - 0 | Yucatán          | Agustín Coruco Díaz    | 21 de septiembre | 15:30 |
| Cobras            | 2 - 0 | Tapatío          | Olímpico Benito Juárez | 21 de septiembre | 17:00 |
| León              | 2 - 0 | Tigrillos        | Nou Camp               | 21 de septiembre | 19:00 |
| Acapulco          | 3 - 4 | Orizaba          | U.D. Acapulco          | 21 de septiembre | 20:00 |
| Durango           | 1 - 1 | Correcaminos     | Francisco Zarco        | 21 de septiembre | 20:30 |
| Cruz Azul Hidalgo | 1 - 2 | Cihuatlán        | 10 de diciembre        | 22 de septiembre | 12:00 |
| Potros DF         | 1 - 1 | Nacional Tijuana | C.A.R.                 | 22 de septiembre | 12:00 |
| La Piedad         | 3 - 0 | Oaxaca           | Juan N. López          | 22 de septiembre | 16:00 |
| Irapuato          | 4 - 0 | Gavilanes        | Sergio León Chávez     | 22 de septiembre | 16:00 |

| Tapatío          | 2 - 2 | La Piedad         | Jalisco             | 27 de septiembre | 17:00 |
| Tigrillos        | 2 - 2 | Cruz Azul Hidalgo | Francisco I. Madero | 28 de septiembre | 15:00 |
| Nacional Tijuana | 2 - 1 | Mexiquense        | Cerro Colorado      | 28 de septiembre | 15:30 |
| Cihuatlán        | 1 - 2 | Zacatepec         | El Llanito          | 28 de septiembre | 16:00 |
| Orizaba          | 1 - 2 | Irapuato          | Socum               | 28 de septiembre | 16:00 |
| RS Zacatecas     | 2 - 0 | Acapulco          | Francisco Villa     | 28 de septiembre | 17:00 |
| Gavilanes        | 2 - 4 | Durango           | U.D. Benito Juárez  | 28 de septiembre | 17:30 |
| Correcaminos     | 2 - 2 | Cobras            | Marte R. Gómez      | 28 de septiembre | 20:00 |
| Oaxaca           | 3 - 1 | León              | Benito Juárez       | 28 de septiembre | 20:15 |
| Potros DF        | 1 - 2 | Yucatán           | C.A.R.              | 29 de septiembre | 12:00 |

| La Piedad  | 2 - 1 | Correcaminos      | Juan N. López          | 2 de octubre | 15:00 |
| Mexiquense | 2 - 3 | Yucatán           | Nemesio Díez           | 2 de octubre | 15:00 |
| Zacatepec  | 0 - 0 | Cruz Azul Hidalgo | Agustín Coruco Díaz    | 2 de octubre | 15:30 |
| Potros DF  | 0 - 0 | Cihuatlán         | C.A.R.                 | 2 de octubre | 16:00 |
| Irapuato   | 2 - 1 | RS Zacatecas      | Sergio León Chávez     | 2 de octubre | 16:00 |
| Cobras     | 1 - 0 | Gavilanes         | Olímpico Benito Juárez | 2 de octubre | 16:00 |
| Acapulco   | 2 - 0 | Nacional Tijuana  | U.D. Acapulco          | 2 de octubre | 20:00 |
| León       | 1 - 1 | Tapatío           | Nou Camp               | 2 de octubre | 20:00 |
| Oaxaca     | 2 - 3 | Tigrillos         | Benito Juárez          | 2 de octubre | 20:15 |
| Durango    | 2 - 1 | Orizaba           | Francisco Zarco        | 2 de octubre | 20:30 |

| Yucatán           | 0 - 1 | Acapulco   | Carlos Iturralde Rivero | 20 de noviembre | 20:45 |
| Orizaba           | 1 - 1 | Cobras     | Socum                   | 5 de octubre    | 16:00 |
| RS Zacatecas      | 2 - 2 | Durango    | Francisco Villa         | 5 de octubre    | 17:00 |
| Tapatío           | 4 - 0 | Oaxaca     | Jalisco                 | 5 de octubre    | 17:00 |
| Gavilanes         | 2 - 3 | La Piedad  | U.D. Benito Juárez      | 5 de octubre    | 17:30 |
| Correcaminos      | 0 - 0 | León       | Marte R. Gómez          | 5 de octubre    | 20:00 |
| Cruz Azul Hidalgo | 2 - 2 | Potros DF  | 10 de diciembre         | 6 de octubre    | 12:00 |
| Cihuatlán         | 3 - 0 | Mexiquense | El Llanito              | 6 de octubre    | 12:00 |
| Nacional Tijuana  | 1 - 1 | Irapuato   | Cerro Colorado          | 6 de octubre    | 14:00 |
| Tigrillos         | 0 - 3 | Zacatepec  | Francisco I. Madero     | 6 de octubre    | 15:00 |

| Tapatío    | 1 - 1 | Tigrillos         | Jalisco                | 11 de octubre | 17:00 |
| Potros DF  | 2 - 2 | Zacatepec         | C.A.R.                 | 12 de octubre | 12:00 |
| Mexiquense | 1 - 0 | Cruz Azul Hidalgo | Nemesio Díez           | 12 de octubre | 12:00 |
| Cobras     | 1 - 0 | RS Zacatecas      | Olímpico Benito Juárez | 12 de octubre | 15:00 |
| La Piedad  | 4 - 1 | Orizaba           | Juan N. López          | 12 de octubre | 16:00 |
| Irapuato   | 1 - 0 | Yucatán           | Sergio León Chávez     | 12 de octubre | 16:00 |
| León       | 0 - 0 | Gavilanes         | Nou Camp               | 12 de octubre | 19:00 |
| Acapulco   | 2 - 0 | Cihuatlán         | U.D. Acapulco          | 12 de octubre | 20:00 |
| Oaxaca     | 1 - 1 | Correcaminos      | Benito Juárez          | 12 de octubre | 20:15 |
| Durango    | 0 - 0 | Nacional Tijuana  | Francisco Zarco        | 12 de octubre | 20:30 |

| Yucatán           | 6 - 2 | Durango    | Carlos Iturralde Rivero | 18 de octubre | 20:45 |
| Nacional Tijuana  | 3 - 0 | Cobras     | Cerro Colorado          | 19 de octubre | 15:00 |
| Zacatepec         | 2 - 2 | Mexiquense | Agustín Coruco Díaz     | 19 de octubre | 15:30 |
| Cihuatlán         | 3 - 0 | Irapuato   | El Llanito              | 19 de octubre | 16:00 |
| Orizaba           | 1 - 1 | León       | Socum                   | 19 de octubre | 16:00 |
| RS Zacatecas      | 1 - 1 | La Piedad  | Francisco Villa         | 19 de octubre | 17:00 |
| Gavilanes         | 2 - 3 | Oaxaca     | U.D. Benito Juárez      | 19 de octubre | 17:30 |
| Correcaminos      | 2 - 0 | Tapatío    | Marte R. Gómez          | 19 de octubre | 20:00 |
| Cruz Azul Hidalgo | 0 - 0 | Acapulco   | 10 de diciembre         | 20 de octubre | 12:00 |
| Tigrillos         | 2 - 1 | Potros DF  | Francisco I. Madero     | 20 de octubre | 15:00 |

| Tapatío      | 0 - 0 | Gavilanes         | Jalisco                | 25 de octubre | 12:00 |
| Cobras       | 1 - 1 | Yucatán           | Olímpico Benito Juárez | 26 de octubre | 15:00 |
| Mexiquense   | 0 - 2 | Potros DF         | Nemesio Díez           | 26 de octubre | 15:00 |
| Acapulco     | 1 - 1 | Zacatepec         | U.D. Acapulco          | 26 de octubre | 17:30 |
| Oaxaca       | 4 - 1 | Orizaba           | Benito Juárez          | 26 de octubre | 17:30 |
| León         | 3 - 2 | RS Zacatecas      | Nou Camp               | 26 de octubre | 19:00 |
| Correcaminos | 2 - 0 | Tigrillos         | Marte R. Gómez         | 26 de octubre | 20:00 |
| La Piedad    | 2 - 0 | Nacional Tijuana  | Juan N. López          | 27 de octubre | 16:00 |
| Irapuato     | 3 - 3 | Cruz Azul Hidalgo | Sergio León Chávez     | 27 de octubre | 17:30 |
| Durango      | 2 - 1 | Cihuatlán         | Francisco Zarco        | 27 de octubre | 17:30 |

| Cihuatlán         | 7 - 1 | Cobras       | El Llanito              | 30 de octubre | 15:00 |
| Tigrillos         | 5 - 1 | Mexiquense   | Francisco I. Madero     | 30 de octubre | 15:00 |
| Zacatepec         | 4 - 2 | Irapuato     | Agustín Coruco Díaz     | 30 de octubre | 15:30 |
| Cruz Azul Hidalgo | 0 - 2 | Durango      | 10 de diciembre         | 30 de octubre | 15:30 |
| Orizaba           | 1 - 1 | Tapatío      | Socum                   | 30 de octubre | 16:00 |
| Potros DF         | 1 - 3 | Acapulco     | C.A.R.                  | 30 de octubre | 16:00 |
| Gavilanes         | 0 - 2 | Correcaminos | U.D. Benito Juárez      | 30 de octubre | 17:30 |
| Nacional Tijuana  | 1 - 2 | León         | Cerro Colorado          | 30 de octubre | 19:30 |
| RS Zacatecas      | 3 - 1 | Oaxaca       | Francisco Villa         | 30 de octubre | 20:00 |
| Yucatán           | 1 - 1 | La Piedad    | Carlos Iturralde Rivero | 30 de octubre | 20:45 |

| Tapatío      | 5 - 1 | RS Zacatecas      | Jalisco                | 1 de noviembre | 17:00 |
| Cobras       | 0 - 1 | Cruz Azul Hidalgo | Olímpico Benito Juárez | 2 de noviembre | 15:00 |
| Gavilanes    | 0 - 1 | Tigrillos         | U.D. Benito Juárez     | 2 de noviembre | 17:30 |
| León         | 2 - 1 | Yucatán           | Nou Camp               | 2 de noviembre | 19:00 |
| Correcaminos | 2 - 2 | Orizaba           | Marte R. Gómez         | 2 de noviembre | 19:00 |
| Acapulco     | 1 - 0 | Mexiquense        | U.D. Acapulco          | 2 de noviembre | 20:00 |
| Oaxaca       | 2 - 0 | Nacional Tijuana  | Benito Juárez          | 2 de noviembre | 20:15 |
| Durango      | 0 - 1 | Zacatepec         | Francisco Zarco        | 2 de noviembre | 20:30 |
| Irapuato     | 2 - 2 | Potros DF         | Sergio León Chávez     | 3 de noviembre | 16:00 |
| La Piedad    | 1 - 1 | Cihuatlán         | Juan N. López          | 3 de noviembre | 16:00 |

| Yucatán           | 0 - 0 | Oaxaca       | Carlos Iturralde Rivero | 8 de noviembre  | 20:45 |
| Nacional Tijuana  | 2 - 2 | Tapatío      | Cerro Colorado          | 9 de noviembre  | 15:00 |
| Mexiquense        | 2 - 2 | Irapuato     | Nemesio Díez            | 9 de noviembre  | 15:00 |
| Zacatepec         | 2 - 1 | Cobras       | Agustín Coruco Díaz     | 9 de noviembre  | 15:30 |
| Cihuatlán         | 2 - 0 | León         | El Llanito              | 9 de noviembre  | 16:00 |
| Orizaba           | 2 - 1 | Gavilanes    | Socum                   | 9 de noviembre  | 16:00 |
| RS Zacatecas      | 0 - 0 | Correcaminos | Francisco Villa         | 9 de noviembre  | 17:00 |
| Acapulco          | 0 - 0 | Tigrillos    | U.D. Acapulco           | 9 de noviembre  | 20:00 |
| Cruz Azul Hidalgo | 3 - 3 | La Piedad    | 10 de diciembre         | 10 de noviembre | 12:00 |
| Potros DF         | 3 - 0 | Durango      | C.A.R.                  | 10 de noviembre | 12:00 |

| Tapatío      | 2 - 0 | Yucatán           | Jalisco                | 15 de noviembre | 17:00 |
| Cobras       | 5 - 0 | Potros DF         | Olímpico Benito Juárez | 16 de noviembre | 15:00 |
| Gavilanes    | 0 - 5 | RS Zacatecas      | U.D. Benito Juárez     | 16 de noviembre | 17:30 |
| León         | 3 - 1 | Cruz Azul Hidalgo | Nou Camp               | 16 de noviembre | 19:00 |
| Correcaminos | 2 - 1 | Nacional Tijuana  | Marte R. Gómez         | 16 de noviembre | 20:00 |
| Oaxaca       | 1 - 1 | Cihuatlán         | Benito Juárez          | 16 de noviembre | 20:15 |
| Durango      | 1 - 0 | Mexiquense        | Francisco Zarco        | 16 de noviembre | 20:30 |
| Tigrillos    | 2 - 2 | Orizaba           | Francisco I. Madero    | 17 de noviembre | 15:00 |
| La Piedad    | 2 - 0 | Zacatepec         | Juan N. López          | 17 de noviembre | 16:00 |
| Irapuato     | 2 - 2 | Acapulco          | Sergio León Chávez     | 17 de noviembre | 16:00 |

| Yucatán           | 1 - 0 | Correcaminos | Carlos Iturralde Rivero | 22 de noviembre | 20:45 |
| Mexiquense        | 0 - 3 | Cobras       | Nemesio Díez            | 23 de noviembre | 15:00 |
| Nacional Tijuana  | 1 - 1 | Gavilanes    | Cerro Colorado          | 23 de noviembre | 15:00 |
| Zacatepec         | 1 - 1 | León         | Agustín Coruco Díaz     | 23 de noviembre | 15:30 |
| Cihuatlán         | 0 - 0 | Tapatío      | El Llanito              | 23 de noviembre | 16:00 |
| RS Zacatecas      | 2 - 0 | Orizaba      | Francisco Villa         | 23 de noviembre | 17:00 |
| Acapulco          | 1 - 2 | Durango      | U.D. Acapulco           | 23 de noviembre | 20:00 |
| Cruz Azul Hidalgo | 0 - 1 | Oaxaca       | 10 de diciembre         | 24 de noviembre | 12:00 |
| Potros DF         | 0 - 1 | La Piedad    | C.A.R.                  | 24 de noviembre | 12:00 |
| Irapuato          | 4 - 2 | Tigrillos    | Sergio León Chávez      | 24 de noviembre | 16:00 |

## Grupos

### Grupo 1
| Pos. | Equipo            | Pts. | PJ | G  | E | P | GF | GC | Dif. | Clasificación                   |
| ---- | ----------------- | ---- | -- | -- | - | - | -- | -- | ---- | ------------------------------- |
| 1    | La Piedad         | 36   | 19 | 10 | 6 | 3 | 36 | 25 | +11  | Cuartos de final de la liguilla |
| 2    | Cobras            | 28   | 19 | 8  | 4 | 7 | 30 | 28 | +2   | Reclasificación a liguilla      |
| 3    | RS de Zacatecas   | 27   | 19 | 8  | 3 | 8 | 34 | 29 | +5   |                                 |
| 4    | León              | 26   | 19 | 6  | 8 | 5 | 23 | 23 | 0    |                                 |
| 5    | Cruz Azul Hidalgo | 15   | 19 | 2  | 9 | 8 | 19 | 30 | −11  |                                 |

 Fuente: [cita requerida]

### Grupo 2
| Pos. | Equipo     | Pts. | PJ | G | E  | P | GF | GC | Dif. | Clasificación                   |
| ---- | ---------- | ---- | -- | - | -- | - | -- | -- | ---- | ------------------------------- |
| 1    | Tapatío    | 31   | 19 | 7 | 10 | 2 | 30 | 17 | +13  | Cuartos de final de la liguilla |
| 2    | Zacatepec  | 30   | 19 | 8 | 6  | 5 | 36 | 27 | +9   | Cuartos de final de la liguilla |
| 3    | Acapulco   | 30   | 19 | 8 | 6  | 5 | 28 | 19 | +9   | Reclasificación a liguilla      |
| 4    | Potros DF  | 15   | 19 | 2 | 9  | 8 | 24 | 37 | −13  |                                 |
| 5    | Albinegros | 15   | 19 | 2 | 9  | 8 | 23 | 36 | −13  |                                 |

 Fuente: [cita requerida]

### Grupo 3
| Pos. | Equipo           | Pts. | PJ | G | E | P  | GF | GC | Dif. | Clasificación                   |
| ---- | ---------------- | ---- | -- | - | - | -- | -- | -- | ---- | ------------------------------- |
| 1    | Irapuato (C)     | 35   | 19 | 9 | 8 | 2  | 43 | 30 | +13  | Cuartos de final de la liguilla |
| 2    | Durango          | 30   | 19 | 8 | 6 | 5  | 30 | 31 | −1   | Cuartos de final de la liguilla |
| 3    | Chapulineros     | 29   | 19 | 8 | 5 | 6  | 32 | 38 | −6   | Reclasificación a liguilla      |
| 4    | Atlético Yucatán | 28   | 19 | 7 | 7 | 5  | 29 | 22 | +7   |                                 |
| 5    | Gavilanes        | 9    | 19 | 1 | 6 | 12 | 17 | 38 | −21  | Desafiliado                     |

 Fuente: [cita requerida]

### Grupo 4
| Pos. | Equipo                | Pts. | PJ | G | E  | P  | GF | GC | Dif. | Clasificación                   |
| ---- | --------------------- | ---- | -- | - | -- | -- | -- | -- | ---- | ------------------------------- |
| 1    | Correcaminos UAT      | 28   | 19 | 6 | 10 | 3  | 23 | 17 | +6   | Cuartos de final de la liguilla |
| 2    | Cihuatlán             | 26   | 19 | 6 | 8  | 5  | 35 | 27 | +8   | Reclasificación a liguilla      |
| 3    | Nacional Tijuana      | 23   | 19 | 5 | 8  | 6  | 31 | 30 | +1   |                                 |
| 4    | Tigrillos de Saltillo | 23   | 19 | 5 | 8  | 6  | 28 | 33 | −5   |                                 |
| 5    | Atlético Mexiquense   | 15   | 19 | 3 | 6  | 10 | 18 | 32 | −14  |                                 |

 Fuente: [cita requerida]

## Tabla general
| Pos. | Equipo                | Pts. | PJ | G  | E  | P  | GF | GC | Dif. | Clasificación                   |
| ---- | --------------------- | ---- | -- | -- | -- | -- | -- | -- | ---- | ------------------------------- |
| 1    | La Piedad             | 36   | 19 | 10 | 6  | 3  | 36 | 25 | +11  | Cuartos de final de la liguilla |
| 2    | Irapuato (C)          | 35   | 19 | 9  | 8  | 2  | 43 | 30 | +13  | Cuartos de final de la liguilla |
| 3    | Tapatío               | 31   | 19 | 7  | 10 | 2  | 30 | 17 | +13  | Cuartos de final de la liguilla |
| 4    | Zacatepec             | 30   | 19 | 8  | 6  | 5  | 36 | 27 | +9   | Cuartos de final de la liguilla |
| 5    | Acapulco              | 30   | 19 | 8  | 6  | 5  | 28 | 19 | +9   | Reclasificación a liguilla      |
| 6    | Durango               | 30   | 19 | 8  | 6  | 5  | 30 | 31 | −1   | Cuartos de final de la liguilla |
| 7    | Chapulineros          | 29   | 19 | 8  | 5  | 6  | 32 | 38 | −6   | Reclasificación a liguilla      |
| 8    | Atlético Yucatán      | 28   | 19 | 7  | 7  | 5  | 29 | 22 | +7   |                                 |
| 9    | Correcaminos UAT      | 28   | 19 | 6  | 10 | 3  | 23 | 17 | +6   | Cuartos de final de la liguilla |
| 10   | Cobras                | 28   | 19 | 8  | 4  | 7  | 30 | 28 | +2   | Reclasificación a liguilla      |
| 11   | RS de Zacatecas       | 27   | 19 | 8  | 3  | 8  | 34 | 29 | +5   |                                 |
| 12   | Cihuatlán             | 26   | 19 | 6  | 8  | 5  | 35 | 27 | +8   | Reclasificación a liguilla      |
| 13   | León                  | 26   | 19 | 6  | 8  | 5  | 23 | 23 | 0    |                                 |
| 14   | Nacional Tijuana      | 23   | 19 | 5  | 8  | 6  | 31 | 30 | +1   |                                 |
| 15   | Tigrillos de Saltillo | 23   | 19 | 5  | 8  | 6  | 28 | 33 | −5   |                                 |
| 16   | Cruz Azul Hidalgo     | 15   | 19 | 2  | 9  | 8  | 19 | 30 | −11  |                                 |
| 17   | Potros DF             | 15   | 19 | 2  | 9  | 8  | 24 | 37 | −13  |                                 |
| 18   | Albinegros            | 15   | 19 | 2  | 9  | 8  | 23 | 36 | −13  |                                 |
| 19   | Atlético Mexiquense   | 15   | 19 | 3  | 6  | 10 | 18 | 32 | −14  |                                 |
| 20   | Gavilanes             | 9    | 19 | 1  | 6  | 12 | 17 | 38 | −21  | Desafiliado                     |

 Fuente: [cita requerida]
Notas:
1. ↑  Los Gavilanes fueron desafiliados por adeudos.

## Tabla (Porcentual)
| 1                                                           | Irapuato                  | 95 | 157 | 1.6526 |
| 2                                                           | Tapatío                   | 95 | 149 | 1.5684 |
| 3                                                           | La Piedad                 | 57 | 88  | 1.5439 |
| 4                                                           | Oaxaca                    | 19 | 29  | 1.5263 |
| 5                                                           | Correcaminos              | 95 | 140 | 1.4737 |
| 6                                                           | Zacatepec                 | 95 | 133 | 1.4000 |
| 7                                                           | Cihuatlán                 | 19 | 26  | 1.3684 |
| 8                                                           | León                      | 19 | 26  | 1.3684 |
| 9                                                           | Acapulco                  | 95 | 130 | 1.3684 |
| 10                                                          | RS Zacatecas              | 95 | 127 | 1.3368 |
| 11                                                          | Nacional Tijuana          | 95 | 126 | 1.3296 |
| 12                                                          | Atlético Mexiquense       | 95 | 125 | 1.3158 |
| 13                                                          | Cobras de Ciudad Juárez   | 95 | 123 | 1.2947 |
| 14                                                          | Gavilanes de Nuevo Laredo | 95 | 122 | 1.2842 |
| 15                                                          | Tigrillos                 | 95 | 121 | 1.2737 |
| 16                                                          | Durango                   | 95 | 119 | 1.2526 |
| 17                                                          | Cruz Azul Hidalgo         | 95 | 117 | 1.2316 |
| 18                                                          | Atlético Yucatán          | 95 | 115 | 1.2105 |
| 19                                                          | Potros DF                 | 57 | 67  | 1.1754 |
| 20                                                          | Orizaba                   | 95 | 108 | 1.1368 |
| JJ – Juegos ganados; PTS – puntos totales; POR - Porcentaje |                           |    |     |        |

|  |                                          |
|  | Disputará la serie de promoción/descenso |